# تاکاتا
تاکاتا (انگلیسی: Takata) شرکت خوشه‌ای ژاپنی است، که در سال ۱۹۳۳ تأسیس شد.